# Твердоколос стиснутий
Твердоколос стиснутий (Sclerochloa dura) — вид трав'янистих рослин з родини злакові (Poaceae), поширений у пн.-зх. Африці, Європі крім сходу й півночі, західній і середній Азії.

## Опис
Однорічна рослина 5–20 см заввишки. Стебла від основи пучковато розгалужені, майже лежачі. Волоть 1.5–5 см завдовжки, сплюснута, одностороння, майже колосоподібна, з товстими, дуже короткими гілочками. Колоски 7–10 мм довжиною, верхня колоскова луска ≈ 4 мм завдовжки, удвічі довша від нижньої. Листові пластини 2–7 см завдовжки, 1–3 мм шириною; верхівки різко гострі.

## Поширення
Поширений у пн.-зх. Африці, Європі крім сходу й півночі, західній і середній Азії.
В Україні вид зростає на вигонах, біля доріг і стежок, на межах, сухих глинистих схилах — на півдні Степу, у Кримському передгір'ї і південному Криму, досить часто; в Лісостепу, рідше; знайдено в Перечинському та Берегівському р-нах Закарпатської обл.